# Сметна палата на Съюза
Сметната палата на Съюза (на португалски: Tribunal de Contas da União) е федералната сметна палата на Бразилия – независим орган за външен одит към Националния конгрес на Бразилия, който подпомага Националния конгрес при упражняването на конституционното му право да осъществява финансовия контрол върху публичните финанси в Бразилия. Според чл. 70 от Конституцията на Бразилия контролът върху сметките, финансите, бюджета, операциите и имуществото на Съюза и на органите на директната и индиректна администрация, както и върху законността, легитимността и икономическата ефективност на субсидиите и отказите от събиране на приходи, се осъществява от Националния конгрес на Бразилия чрез методите на външния контрол и чрез системата за вътрешен контрол на всяка от властите. Освен това според изискванията на същия член финансови отчети са длъжни да предоставят всички лица или организации, публични или частни, които използват, събират, съхраняват, управляват или администрират публични пари, активи или ценности, или такива, за които е отговорен Съюзът. Чл. 71 точнява, че външният контрол, възложен на Конгреса, се упражнява с помощта на Сметната палата на Съюза.

## Статут и структура
Въпреки че дейността на Сметната палата на Съюза е насочена към подпомагане на Конгреса, палата е конституционен орган, който се ползва с административна, финансова и бюджетна автономия и не е подчинена на нито една от трите власти. Статутът ѝ наподобява силно този на Прокуратурата на Съюза, която осъществява дейността си единствено въз основа на конституционните и законови разпоредби, независимо от която и да е от трите власти. Правомощията на палатата се разпростират върху цялата територия на страната, а седалището ѝ се намира във Федералния окръг.
Сметната палата на Съюза се състои от деветима съдии, наричани министри, трима от които се назначават от президента на Бразилия, а шестима – от Националния конгрес. Те трябва да отговарят на определените в конституцията изисквания за възраст (между тридесет и пет и шестдесет и пет години), за безупречна репутация, за солидни познания в областта на счетоводството, финансите и публичната администрация и поне 10-годишен професионален стаж. Съдиите от Сметната палата се ползват с привилегиите и гаранциите на съдиите от Висшия съд на Бразилия.

## Правомощия
Дейността на Сметната палата е насочена в две основни направления. Първо, тя изготвя предварителна оценка на ежегодния отчет на изпълнителната власт, която се представя на Смесения комитет за планиране, бюджет и мониторинг на Националния конгрес. Одиторският доклад по този въпрос Сметната палата е задължена да представи на комитета в срок от шестдесет дни след получаването на годишния отчет на правителството. Второ, Сметната палата предоставя постоянно на Конгреса компетентно мнение относно управлението на публичните финанси и изпълнението на държавния бюджет. Ex officio или по молба на комитетите към Националния конгрес, Сметната палата на Съюза извършва проверки и одити от счетоводен, финансов, бюджетен или имуществен характер на административните органи на трите власти в страната. Конгресът често отправя молби към Сметната палата да назначи свои представители, които да съдействат на законодателното тяло в неговите разследвания.
Сметната палата на Съюза също така е овластена да прилага и наказания, когато открие случаи на злоупотреба с публични финанси. Тези наказания включват налагане на глоби или забрана за заемане на обществени длъжности за определен срок от време. Палатата обаче няма право да налага съдебни наказания за криминални действия, поради което в своята работа тя си съдейства активно с Прокуратурата на Съюза.